# Asta Kask
Asta Kask est un groupe suédois de punk rock, originaire de Töreboda. Formé sous le nom de X-tas en 1978, le groupe prend plus tard le nom Asta Kask en 1980. En 1984, le groupe commence à travailler avec le label Rosa Honung. Après la sortie de l'album Aldrig En LP en 1986, le groupe se sépare. Asta Kask se réunit en 1989 pour quelques concerts, après quoi ils disparaissent jusqu'en 1992, date à laquelle ils jouent au festival du 10e anniversaire de Rosa Honung. Ensuite, il faut attendre 2003 pour les voir tourner à nouveau. 
Le batteur Bjurre part à la fin 2004, et est remplacé par Dadde (Wolf Brigade…). Courant 2005, un conflit latent depuis longtemps avec Rosa Honung arrive au point où Asta Kask ne peut plus travailler avec ce label, ils signent donc chez Burning Heart Records. En avril 2006, Asta Kask enregistre un nouvel album, 20 ans après le précédent. Malgré le fait qu'ils chantent en suédois, Asta Kask acquiert une réputation internationale et la plupart de leurs titres ont été repris par des groupes du monde entier. Le groupe allemand Rasta Knast est formé comme un groupe en hommage à Asta Kask. Asta Kask a influencé de nombreux groupes à travers le monde.

## Biographie
Asta Kask est initialement formé sous le nom de X-tas en 1978, à Töreboda, Skaraborgs län. La première formation du groupe comprend Micke Blomqvist, Pelle Karlsson, Uffe Karlsson, et Stefan Hovbjer. Aux alentours de 1980, le groupe change son nom pour Asta Kask. Ils se séparent aussi du guitariste Steve Aktiv qui jouait de plus en plus hors de Suède. En 1981, le groupe attire l'intérêt du label Pang Records et y publie son premier EP, För kung och fosterland. En 1982, tous les membres originaux, hormis le guitariste et chanteur Micke Blomqvist, quittent le groupe qui se composera désormais de Bonni Pontén (guitare et chant), Magnus Bjurén (batterie) et Magnus Hörnell (basse). Avec cette nouvelle formation, Asta Kask sort l'EP En tyst minut. Il est publié au label Skvaller Records, qui était à l'origine un fanzine. Grâce à cet EP, le groupe se popularise et est courtisé par les magazines locaux Okej et Veckorevyn, auquel le groupe refusera toute interview.
En 1984, le groupe signe un contrat avec le label Rosa Honung. La même année, le groupe enregistre son nouvel EP, Plikten framför allt. Au début de 1985 sort le maxi EP Med is i magen. Durant sa dernière année d'activité, Asta Kasks publie un nouvel EP, Än finns det hopp. Après la sortie de leur album live, simplement intitulé Live, le groupe décide de se séparer et d'en finir avec un album et une tournée. Ils publient alors l'album Aldrig en LP, puis les membres se sont séparent. Ernie formera NEIN et jouera avec le groupe Rolands Gosskör. En 1989, Asta Kasks se réunit pour deux concerts, dont un au Vita Huset de Täby. Le 4 octobre 2003, le groupe revient à nouveau en tournée. Cette année, ils participent à la compilation Definitivt 50 spänn. 
En 2006, ils signent au label Burning Heart Records, et enregistrent leur premier véritable album studio en 20 ans, En för alla ingen för nån. En 2011, Asta Kask effectue sa deuxième tournée au Japon et sa première tournée sur la côte ouest américaine. En 2012, le groupe fait sa première apparition en Amérique du Sud. Le 3 mars 2013, Asta Kask annonce sur sa page officielle Facebook un nouvel album qui sortira plus tard cette année sur leur label naissant. Ce nouvel et septième album, Handen på hjärtat, est annoncé pour le 29 mai, au label Kloakens Alternativa Antiproduktion.

## Membres

### Membres actuels
- Michael Blomqvist - guitare, chant
- Bonni Pontén - guitare, chant
- Magnus Hörnell - basse
- David Stark - batterie

### Anciens membres
- Magnus 'Bjurre' Bjurén - batterie
- Steve Aktiv - guitare
- Ulf Karlsson - batterie
- Per Karlsson - basse
- Stefan Hovbjer - guitare

## Discographie

### Albums studio
- 1991 : Med is i magen
- 1991 : Aldrig en CD
- 1993 : Från andra sidan
- 1995 : Sista dansen
- 2003 : Kravallsymfonier 78-86
- 2006 : Välkommen Hem - Samlade EP's (les 5 EP + le 12" Med is i magen en 1 CD)
- 2006 : En för alla ingen för nån
- 2013 : Handen på hjärtat

### EP
- 1981 : För kung och fosterland
- 1983 : En tyst minut
- 1984 : Plikten framför allt
- 1986 : Än finns det hopp
- 2000 : Till sista droppen

### LP
- 1985 : Med is i magen
- 1986 : Live
- 1986 : Aldrig en LP
- 1990 : Sista Dansen (LP live avec Roland's Gosskör)
- 2000 : Rock mot svinen

## DVD
- 2006 : Dom får aldrig mig (DVD/CD)